# La chica
Sophie Fustec (París) de nombre artístico La chica, es una cantante francovenezolana de folk.

## Biografía
Fustec nació en París, hija de madre venezolana y padre francés. Escribió poemas y otros textos hasta explorar su faceta musical como «La Chica» a partir de 2015; según ella, su nombre artístico vino porque «cuando era adolescente solía tener una energía muy masculina. Una vez, un tío empezó a llamarme 'chica' para recordarme que yo era mujer».
En 2020 publicó su álbum Cambio; según declaró en una entrevista el título representa «el cambio que le pido al cielo para la situación que hay en Venezuela». El 19 de marzo de ese año realizó el concierto de apertura del Festival Paris Music, en la Cité de la Arquitectura y el Patrimonio. A finales del mismo año publicó La Loba, dedicado a su hermano fallecido.
Ha residido en Francia y actualmente vive en México.

## Discografía

### Álbumes
- Cambio (2020)
- La Loba (2020)
- La Chica & El Duende Orchestra (2024) con El Duende

### EPs
- Sapiens Beasts, Vol. 1 (2017)